# 科里島
科里島（英語：Corry Island）是南極洲的島嶼，位於葛拉漢地的特里尼蒂半島南岸，處於維加島和鷹島之間，長4公里，最高點海拔高度510米，現時由南極條約體系管理。